# 伊奧尼亞人
愛奧尼亞人（国际音标），或譯雅完人、愛奧尼亞人，古希臘四個主要部族之一（其他三個為多利安人，伊奧利亞人與亚该亚人），使用伊奧尼亞語。伊奧尼亞方言是古希臘世界中使用第三廣的方言，只次於多利安方言與伊歐里斯方言。
传说愛奧尼亞人的祖先是伊翁。在古典希臘時期，愛奧尼亞人這個名詞有多個意涵。最狹義的意思，專指小亞細亞的愛奧尼亞地區。廣義來說，所有使用愛奧尼亞方言的人，都會被視為是愛奧尼亞人，例如雅典、优卑亚岛、與基克拉泽斯等地，由愛奧尼亞人建立的城邦，也都會被視為是愛奧尼亞的一部份。最廣義的說法，則是將所有使用東部希臘語的地區及族群，都列為愛奧尼亞。